# Nordijski rodni institut
Nordijski rodni institut (eng. The Nordic Gender Institute, norv. Nordisk institutt for kunnskap om kjønn ili NIKK), prije Nordijski institut za ženske studije i istraživanje roda, bio je istraživački centar Nordijskih zemalja za pitanja rodne ravnopravnosti koji je za svoga djelovanja postao predvodnikom istraživanja i promicanja rodne teorije u svijetu, razvijene u Skandinaviji početkom 1970-ih. 
Djelovao je unutar kompleksa Sveučilišta u Oslu i financirao se s 56 milijuna eura godišnje iz proračuna nordijskih država (Norveške, Švedske, Finske, Danske i Islanda).
Institut je izdavao časopis NIKK magazin triput godišnje, dvaput na skandinavskim jezicima i jednom na engleskom jeziku.
Međuvladina oirganizacija nordijskih zemalja Nordijsko vijeće ministara ukinulo je 31. prosinca 2011. NIKK zbog neprofesionalnosti i šarlatanstva, nakon što su pojedini zaposlenici Instituta bili prokazani u dokumentarnom serijalu norveškog sociologa i komičara Haralda Eia "Hjernevask" (Pranje mozga).